# Ківіярве
Кі́віярве (ест. Kivijärve küla) — село в Естонії, у волості Йиґева повіту Йиґевамаа.

## Населення
Чисельність населення на 31 грудня 2011 року становила 46 осіб.